# Cochlostoma crassilabrum
Cochlostoma crassilabrum (syn. Cochlostoma conicum) ist eine auf dem Land lebende Schneckenart aus der Familie der Walddeckelschnecken (Cochlostomatidae) in der Ordnung Architaenioglossa ("Alt-Bandzüngler").

## Merkmale
Das rechtsgewundene, kegelförmige Gehäuse ist 10,0 bis 13,5 mm hoch und 4 bis 5 mm breit. Es hat 7 bis 8,5 wenig gewölbte Windungen. Die ersten Windungen sind an der Peripherie leicht gekantet, die Kante wird jedoch von der folgenden Windung völlig verdeckt. Die Außenlinie verläuft fast gerade. Die letzte Windung ist an der Mündung leicht eingeengt. Die erste halbe embryonale Windung zeigt nur sehr schwach ausgebildete Runzeln, die folgenden 1,5 Windungen zeigen sehr feine axiale Rippen. Die folgenden Windungen besitzen dann sehr kräftige und unregelmäßige Rippen (ca. 8 bis 9 Rippen pro Millimeter). Etwa ab der vierten und fünften Windung werden die Rippen dichter; es sind nun etwa 12 bis 13 Rippen pro Millimeter. Die Rippen sind an der Naht nicht verdickt. Die Mündung hat in der Frontalansicht einen birnenförmigen Umriss. Der Mündungsrand ist verdickt und kragenartig nach außen umgebogen, jedoch ohne deutliche ringartige Verstärkung am Innenrand. Die Mündungsrand ist an der Spindelseite deutlich und am Parietalrand undeutlich zu "Ohren" ausgezogen. Der Mündungsrand ist zudem am Spindelrand wieder leicht nach innen angekippt. Der Mündungsrand ist weiß.
Das Gehäuse ist hellbraun gefärbt und weist unterhalb der Naht eine Reihe von braunen Flecken auf. Oberhalb der Naht und zunächst etwa unter der Peripherie verläuft ein Band mit braunen Flecken und weißlichen Intervallen, das sich auf der letzten Windung auf der Peripherie fortsetzt. Ein weiteres braunes Band verläuft um den Nabel herum. Die weißlichen Intervalle in dem braunen Fleckenband werden durch helle Abschnitte der die Bänder kreuzenden Rippen gebildet.
Eine Population in der Gegend von Eaux-Bonnes (Département Pyrénées-Atlantiques) in den Zentralpyrenäen unterscheidet sich von den typischen Exemplaren der Art durch intensivere Farben. Die Gehäusegrundfarbe ist etwas heller und das periumbilikale Band enger. Sie wurden von einigen Autoren als eigenständige Art, Cochlostoma mabillianus (Saint-Simon, 1869), behandelt. Die Elektrophoresedaten unterstützen dies nicht. Es handelt sich lediglich um eine Lokalvariante von Cochlostoma crassilabrum.
In Richtung der Westpyrenäen (Baskenland) nimmt die Größe der Tiere im Durchschnitt ab. Die Rippen sind etwas kräftiger und pro Millimeter weniger zahlreich (sieben bis acht Rippen). Außerdem sind die postembryonalen Windungen in der Grundfarbe etwas dunkler. Für diese Form führten de Folin und Bérillon (1877) das Taxon Pomatias hidalgoi var. laburdensis ein. Wilhelm Kobelt behandelte dieses Taxon als eigenständige Art. Dieser Name wurde von Fagot (1880) unnötigerweise durch Pomatias berilloni ersetzt, da er den Namen für ein Synonym von Cochlostoma lapurdensis Fagot, 1880 hielt. Dies ist jedoch nicht der Fall und Pomatias berilloni Fagot, 1880 ist daher ein jüngeres objektives Synonym von Pomatias laburdensis de Folin & Bérillon, 1877. Die Unterschiede zwischen Cochlostoma crassilabrum Dupuy, 1849 und Pomatias laburdensis de Folin & Bérillon, 1877 sind jedoch graduell und auch mit Hilfe der Elektrophorese konnten keine Unterschiede festgestellt werden, die eine eventuelle Abtrennung der Populationen der baskischen Westpyrenäen von Cochlostoma crassilabrum als Art oder Unterart rechtfertigen würde.
Eine weitere Morphe, die man nur aus einer Sammlung des 19. Jahrhunderts kennt, stammt von Gerde (nahe Bagnères-de-Bigorre, Département Hautes-Pyrénées, Frankreich). Diese Population ist von den umgebenden Populationen durch ein niedrigeres, kompakteres Gehäuse, die schwache Berippung und die hellere Farbe charakterisiert. Sie wurden von Wagner (1897) als var. jetschini bezeichnet. Später wurde sie formal als Unterart behandelt. Die Versuche von Serge Gofas, diese Morphe wieder zu finden, scheiterten.

### Ähnliche Arten
Cochlostoma crassilabrum ist der Dunklen Walddeckelschnecke (Cochlostoma obscurum) sehr ähnlich. Manche Autoren behandeln beide Taxa als Synonyme. Serge Gofas fand jedoch folgende Unterschiede: Cochlostoma crassilabrum ist im Durchschnitt etwas größer (10,0 bis 13,5 mm gegen 10,0 bis 11,0 mm). Der Mündungsrand ist etwas breiter und dicker, hat ein helleres Weiß, und ist im Spindelbereich etwas "geöhrt", im Parietalbereich nur schwach "geöhrt". Die Endwindung ist schwach eingeengt.

## Geographische Verbreitung und Lebensraum
Das Verbreitungsgebiet zieht sich von den Ostpyrenäen bis in den östlichen Teil des Kantabrischen Gebirges.
Die Tiere leben zwischen Kalksteinfelsen mit einer Vorliebe für beschattete Oberflächen kleinerer Blöcke im Schatten großer Blöcke. Im Baskenland sind die Tiere häufig im Gras am Fuß größerer Kalksteinblöcke zu finden. Die Art kommt dort von etwa 500 bis auf etwa 1500 m über Meereshöhe vor.

## Taxonomie
Das Taxon wurde 1849 von Dominique Dupuy als Pomatias crassilabrum beschrieben. Er beschrieb die Art 1851 ausführlich. Wilhelm Kobelt transferierte sie in die Gattung Cochlostoma, Untergattung Obscurella Clessin, 1889. Einige Autoren behandeln die Art als Synonym der Dunklen Walddeckelschnecke (Cochlostoma obscurum). Gofas (2001) führte eine Allozym-Elektrophorese an den Arten durch. Er fand zwischen den zwei disjunkten Populationen von Cochlostoma obscurum in Burgund und den Vorgebirgspyrenäen eine kalkulierte genetische Distanz von 0,18 bis 0,21. Dagegen war die genetische Distanz zwischen der Vorgebirgspyrenäenpopulation und der Hochgebirgspyrenäenpopulation (= Cochlostoma crassilabrum) mit 0,32 bis 0,42 deutlich größer und näherte sich der genetischen Distanz von 0,45 bis 0,67 für die sympatrisch vorkommenden Arten Cochlostoma partioti und Cochlostoma crassilabrum. Außerdem sind die Hochgebirgspopulationen (= C. crassilabrum) im Durchschnitt signifikant größer. Da die beiden Populationen Cochlostoma crassilabrum und Cochlostoma obscurum nicht sympatrisch vorkommen, steht der letztendliche Beweis für die Eigenständigkeit der beiden Taxa noch aus.
Serge Gofas führt folgende Synonyme für Cochlostoma crassilabrum auf:
- Pomatias mabillianus Saint-Simon, 1869
- Pomatias frossardi Bourguignat in Frossard, 1870
- Pomatias spelaeus Fagot, 1876
- Pomatias hidalgoi var. laburdensis de Folin and Bérillon, 1877
- Pomatias berilloni Fagot, 1880
- Pomatias fagoti Bourguignat in Fagot, 1880c
- Pomatias ventricosus Salvañá, 1887
- Pomatias isoicus Fagot, 1889
- Pomatias isabanus Fagot, 1889
- Pomatias filicium Fagot, 1889
- Pomatias bearnicus Fagot, 1891
- Pomatias saulcyi Fagot, 1891
- Pomatias daralli Locard, 1894
- Pomatias angustus Locard, 1894
- Pomatias (Rhabdotakra) berilloni var. kobelti Wagner, 1897

## Belege

## Weblink
- Cochlostoma obscurum in der Roten Liste gefährdeter Arten der IUCN 2013.2. Eingestellt von: Feher, Z., 2011. Abgerufen am 26. März  2014.